# Hotel Forum
Pour les articles homonymes, voir Forum.
L'Hotel Forum est un ancien hôtel de Cracovie, en Pologne. C'est un bâtiment emblématique du brutalisme dans cette ville.

## Histoire
La construction de l'hôtel, basée sur un projet de l'architecte polonais Janusz Ingarden (pl), a commencé en 1978 et a duré plus de dix ans. L'ouverture officielle a eu lieu en 1989. À cette époque, c'était l'un des bâtiments les plus modernes de Cracovie. L'hôtel était quatre étoiles et intégré au système hôtelier InterContinental Hotels Group (IHG).
Il comptait 278 chambres, dont 15 suites. L'hôtel possédait également une piscine, un sauna, un solarium, un espace bien-être, des courts de tennis, un minigolf, des commerces (souvenirs, coiffeur, agence de voyages, laverie, fleuriste, bureau de change, kiosque à journaux, parfumerie), une garderie et un casino. Le bâtiment comptait six salles de conférence pouvant accueillir jusqu'à 600 personnes.
L'hôtel a fermé le 9 novembre 2002 pour des défauts de structure résultant de l'altération des fondations par les eaux de la Vistule. Depuis, le bâtiment sert principalement de panneau d'affichage géant avec des publicités qui sont étalées sur toute la façade. Seul une partie du bâtiment reste exploité par un café et une école de danse.

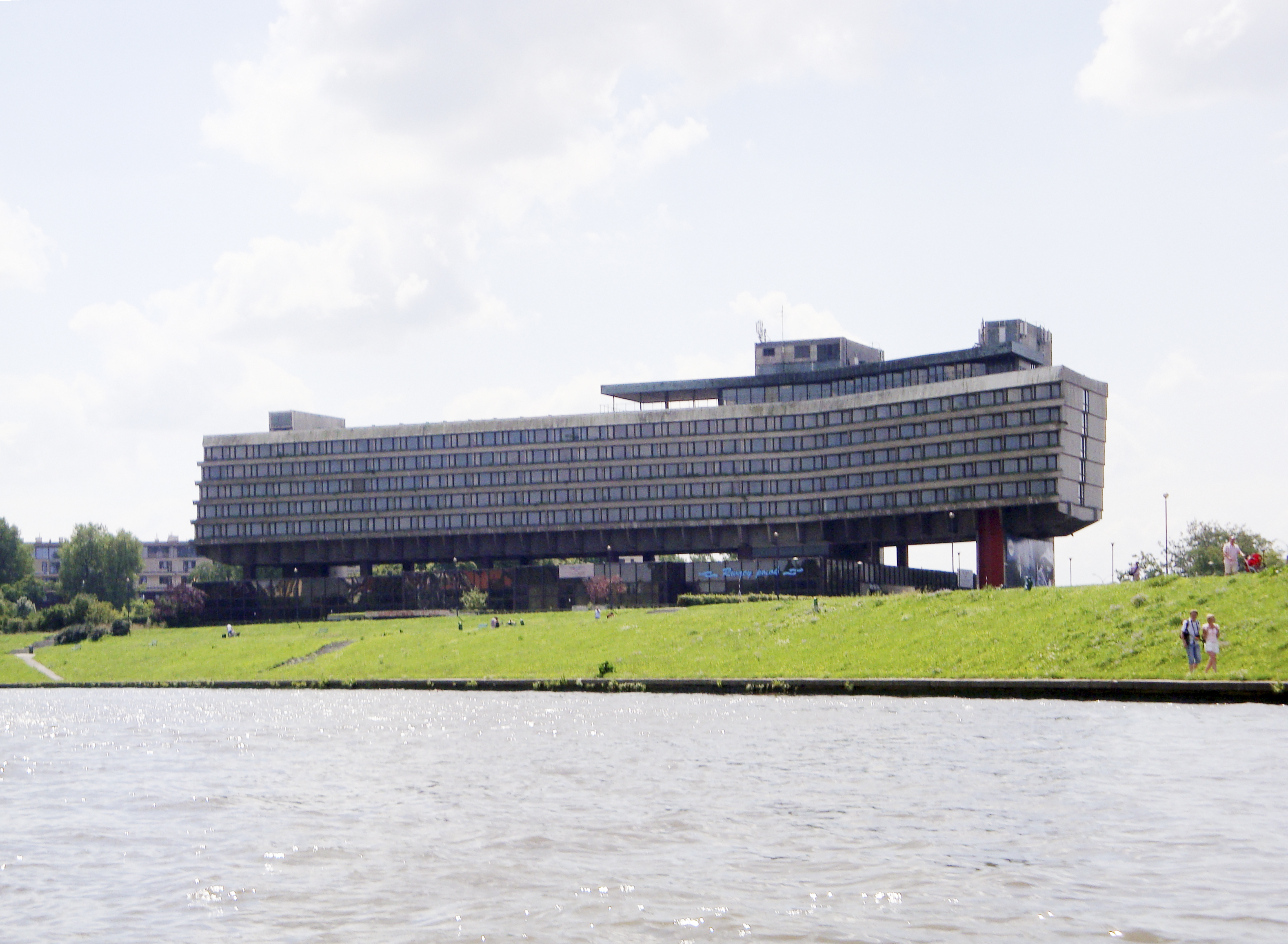
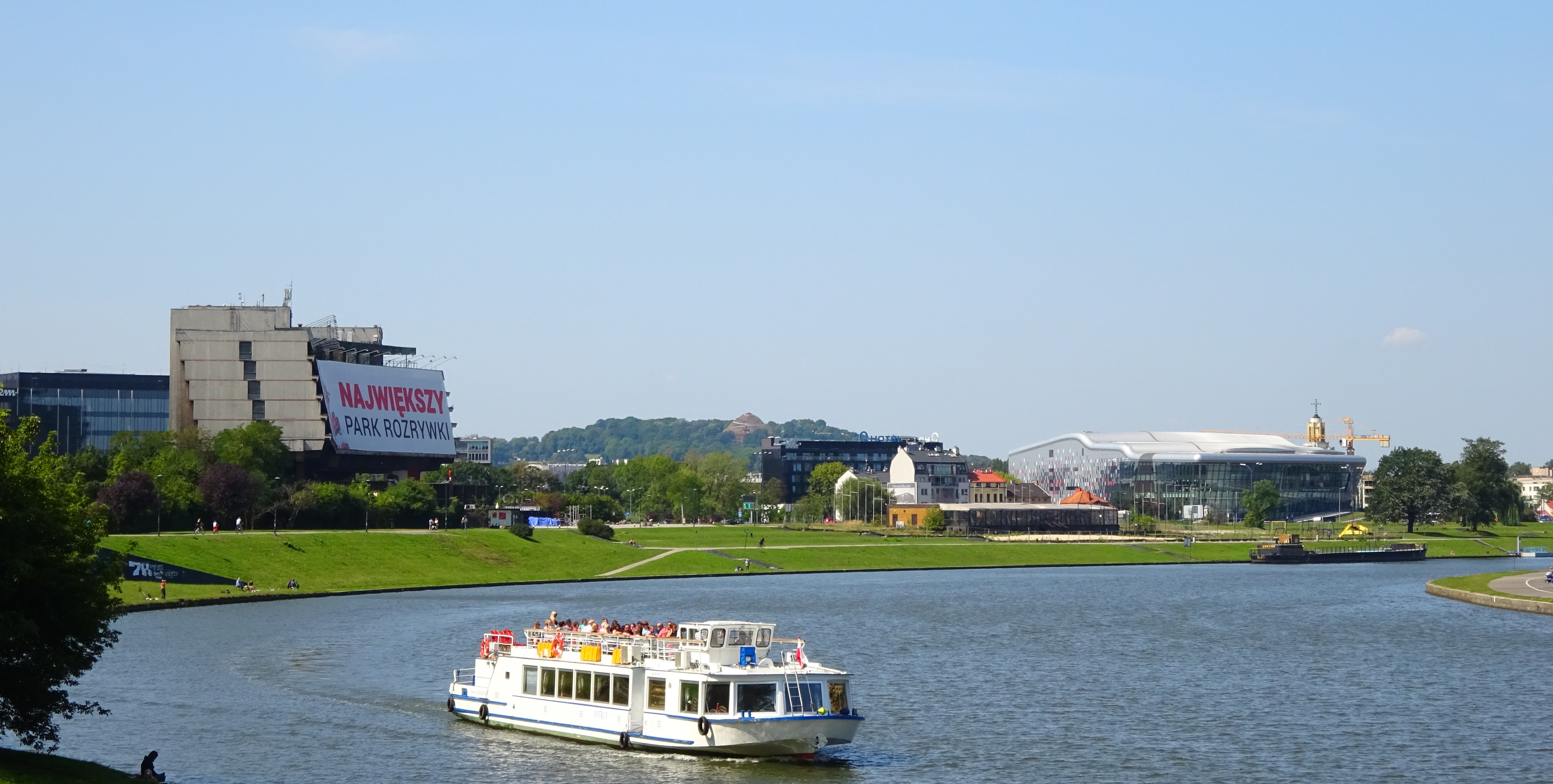
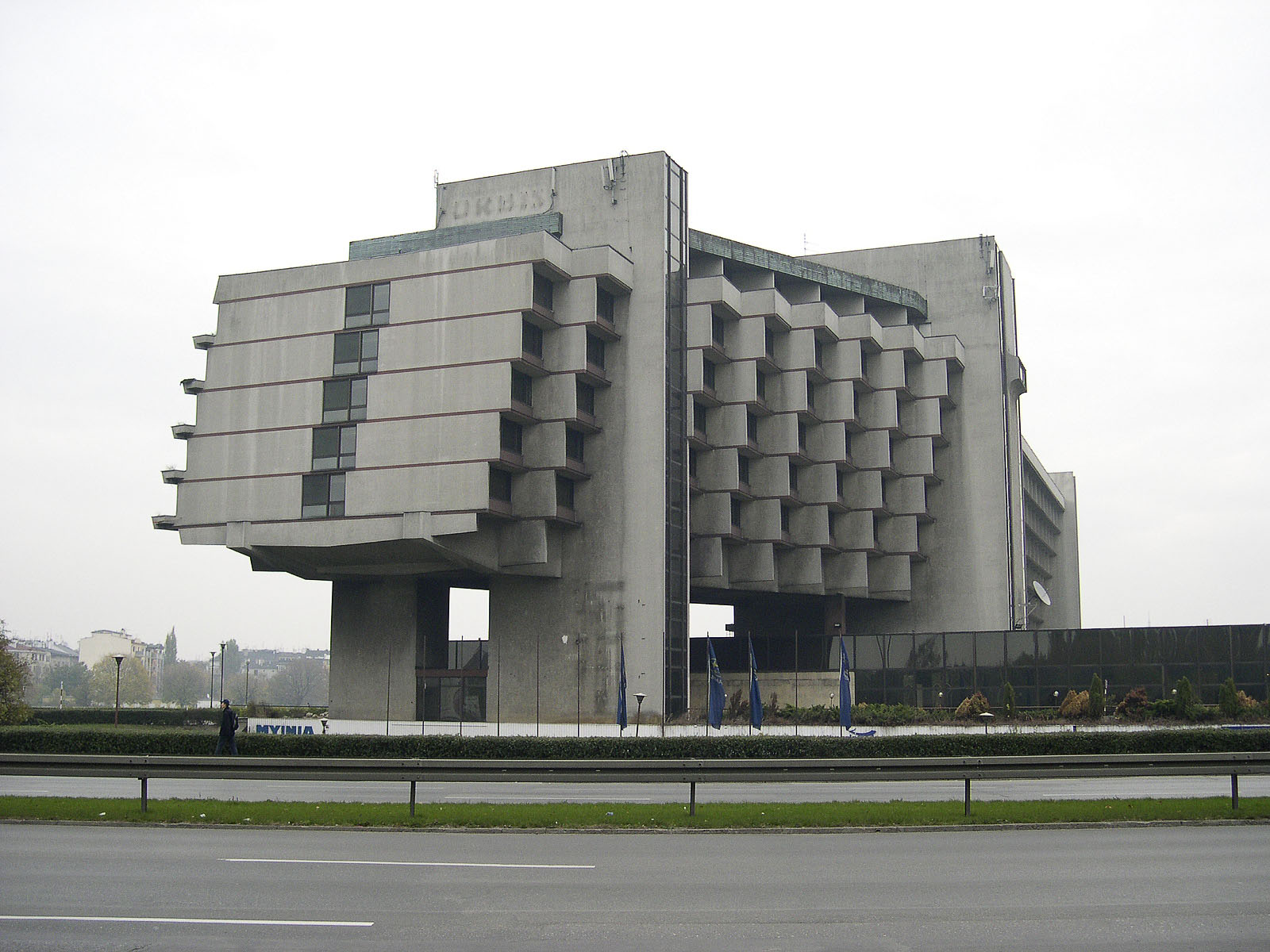
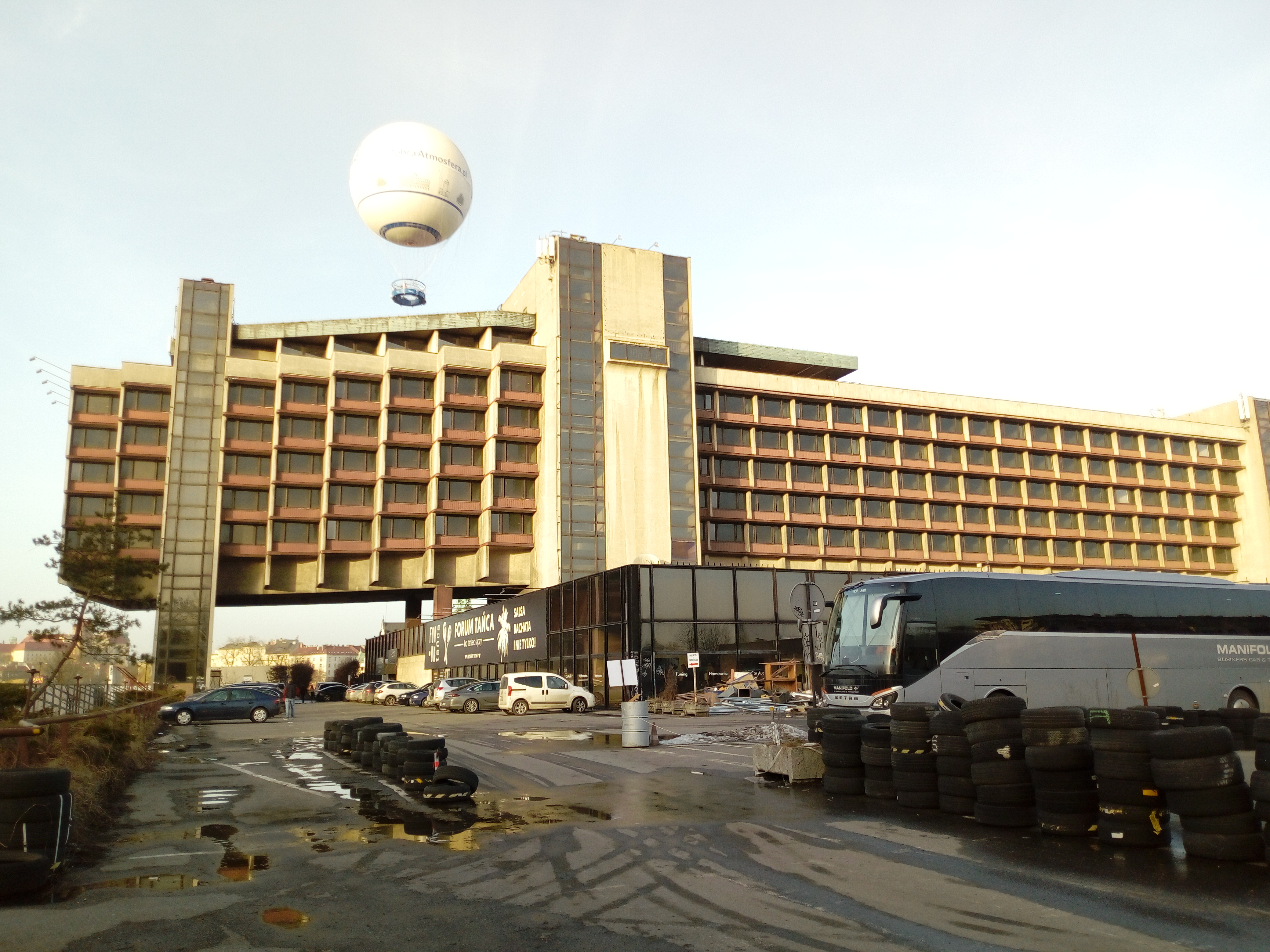
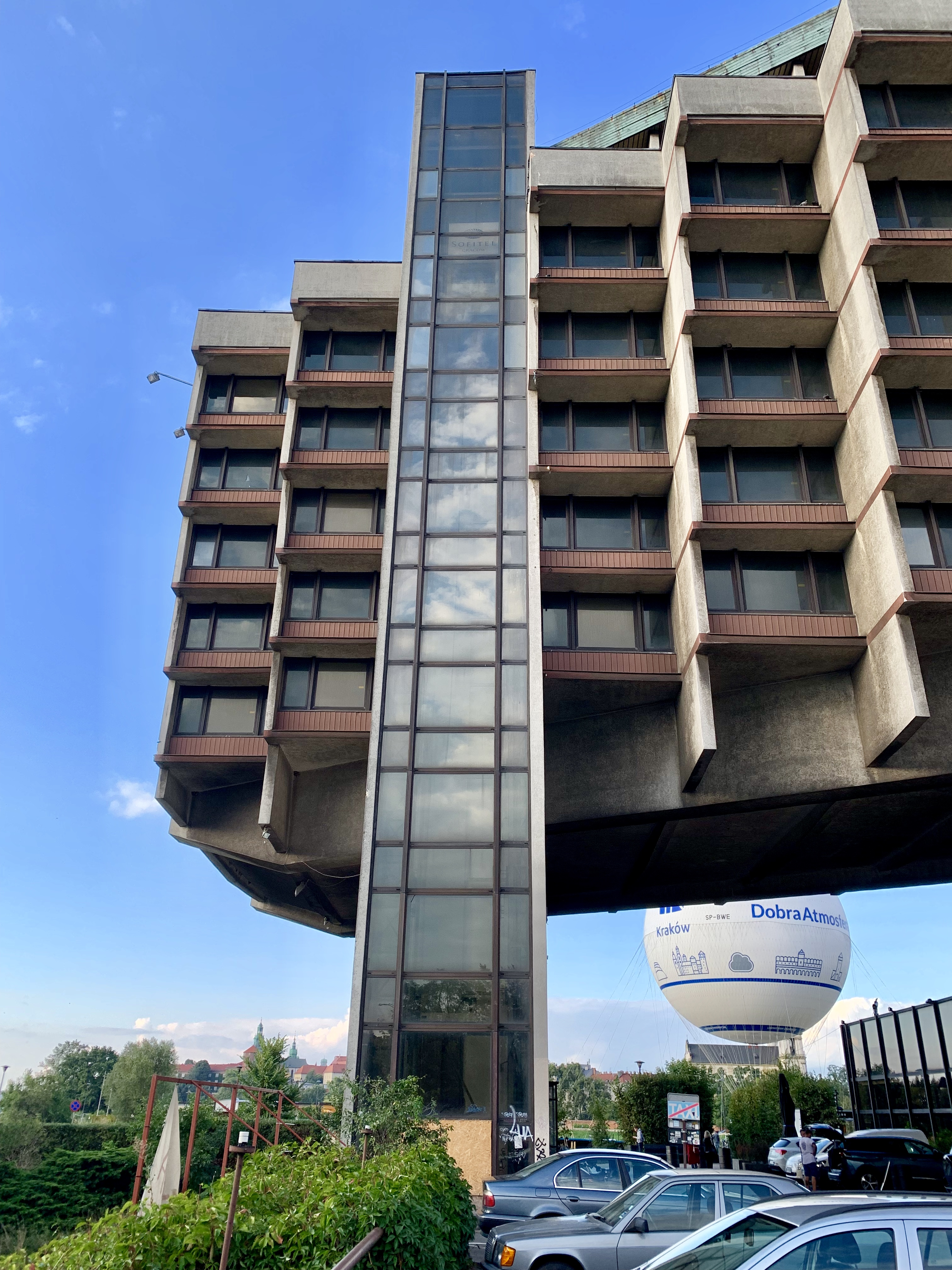
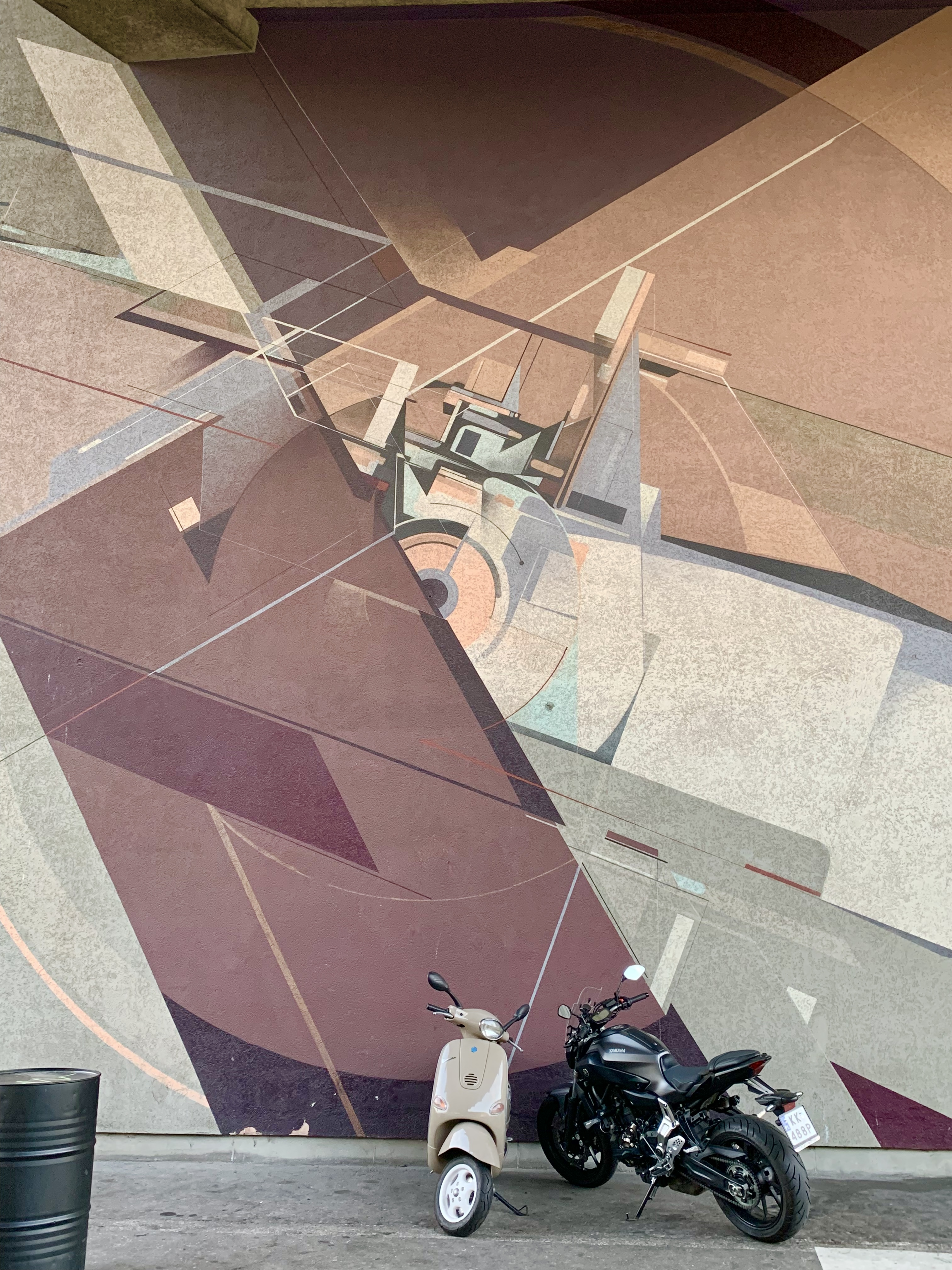